# Walter R. Peterson
Walter Rutherford Peterson, född 19 september 1922 i Nashua i New Hampshire, död 1 juni 2011 i Peterborough i New Hampshire, var en amerikansk republikansk politiker. Han var New Hampshires guvernör 1969–1973.
Peterson efterträdde 1969 John W. King som guvernör och efterträddes 1973 av Meldrim Thomson.
Peterson avled 2011 och gravsattes på Pine Hill Cemetery i Peterborough i New Hampshire.